# Liga Europa da UEFA de 2020–21
A Liga Europa da UEFA de 2020–21 foi a 50.ª edição da Liga Europa da UEFA e a 12.ª com o formato e nome atual (anteriormente era chamada de Taça UEFA).
A final foi disputada no Stadion Energa Gdańsk em Gdańsk, na Polônia. O estádio foi originalmente escolhido para receber a final da Liga Europa da UEFA de 2019–20, porém ele foi movido para a edição de 2020–21 devido à pandemia de COVID-19 em 2020. O campeão da Liga Europa de 2020–21 estará automaticamente qualificado para a fase de grupos da Liga dos Campeões da UEFA de 2021–22, e irá enfrentar o campeão da Liga dos Campeões da UEFA de 2020–21 na Supercopa da UEFA de 2021.

## Distribuição de vagas e qualificação
É esperado que um total de 215 equipes de todas as 55 federações membros da UEFA participem da Liga Europa da UEFA de 2020–21. O ranking das associações, que é baseado no coeficiente de país da UEFA, é usado para determinar o número de equipes participantes de cada associação:
- Associações 1–50 (exceto Liechtenstein) têm três equipes qualificadas cada.

- Associações 51–55 têm duas equipes qualificadas cada (a partir desta temporada, a associação 51 tem uma vaga a menos e a associação 55 tem uma vaga a mais em relação ao ano anterior).[2]

- Liechtenstein tem uma equipe qualificada (Liechtenstein organiza apenas uma taça nacional,  não tendo nenhuma liga nacional).

- Além dessas, mais 57 equipes eliminadas da Liga dos Campeões da UEFA são transferidas para a Liga Europa.

#### Ranking das associações
Para a Liga Europa de 2020–21, as associações receberão suas vagas de acordo com os coeficientes de país da UEFA de 2019, que leva em conta o desempenho de cada uma nas competições europeias de 2014–15 até 2018–19.
Além da alocação baseada nos coeficientes do país, as associações podem ter equipes adicionais participando da Liga dos Campeões, conforme indicado abaixo:
- (UCL) – Equipas adicionais transferidas da Liga dos Campeões da UEFA

| Pos. | Associações     | Coef.   | Equipes | Notas    |
| ---- | --------------- | ------- | ------- | -------- |
| 1    | Espanha         | 103.569 | 3       |          |
| 2    | Inglaterra      | 85.462  | 3       |          |
| 3    | Itália          | 74.725  | 3       |          |
| 4    | Alemanha        | 71.927  | 3       |          |
| 5    | França          | 58.498  | 3       |          |
| 6    | Rússia          | 50.549  | 3       |          |
| 7    | Portugal        | 48.232  | 3       | +1 (UCL) |
| 8    | Bélgica         | 39.900  | 3       | +1 (UCL) |
| 9    | Ucrânia         | 38.900  | 3       |          |
| 10   | Turquia         | 34.600  | 3       | +1 (UCL) |
| 11   | Países Baixos   | 32.433  | 3       | +1 (UCL) |
| 12   | Áustria         | 31.250  | 3       | +1 (UCL) |
| 13   | República Checa | 28.675  | 3       | +2 (UCL) |
| 14   | Grécia          | 27.600  | 3       | +1 (UCL) |
| 15   | Croácia         | 27.375  | 3       | +2 (UCL) |
| 16   | Dinamarca       | 27.025  | 3       |          |
| 17   | Suíça           | 26.900  | 3       | +1 (UCL) |
| 18   | Chipre          | 24.925  | 3       | +1 (UCL) |
| 19   | Sérvia          | 22.250  | 3       | +1 (UCL) |

| Pos. | Associações   | Coef.  | Equipes | Notas    |
| ---- | ------------- | ------ | ------- | -------- |
| 20   | Escócia       | 22.125 | 3       | +1 (UCL) |
| 21   | Bielorrússia  | 21.875 | 3       | +1 (UCL) |
| 22   | Suécia        | 20.900 | 3       | +1 (UCL) |
| 23   | Noruega       | 20.200 | 3       | +1 (UCL) |
| 24   | Cazaquistão   | 19.250 | 3       | +1 (UCL) |
| 25   | Polónia       | 19.250 | 3       | +1 (UCL) |
| 26   | Azerbaijão    | 19.000 | 3       | +1 (UCL) |
| 27   | Israel        | 18.625 | 3       | +1 (UCL) |
| 28   | Bulgária      | 17.500 | 3       | +1 (UCL) |
| 29   | Roménia       | 15.950 | 3       | +1 (UCL) |
| 30   | Eslováquia    | 15.625 | 3       | +1 (UCL) |
| 31   | Eslovénia     | 15.000 | 3       | +1 (UCL) |
| 32   | Liechtenstein | 13.500 | 1       |          |
| 33   | Hungria       | 10.500 | 3       |          |
| 34   | Macedônia     | 8.000  | 3       | +1 (UCL) |
| 35   | Moldávia      | 7.750  | 3       | +1 (UCL) |
| 36   | Albânia       | 7.500  | 3       | +1 (UCL) |
| 37   | Irlanda       | 7.450  | 3       | +1 (UCL) |

| Pos. | Associações          | Coef. | Equipes | Notas    |
| ---- | -------------------- | ----- | ------- | -------- |
| 38   | Finlândia            | 7.275 | 3       | +1 (UCL) |
| 39   | Islândia             | 7.250 | 3       | +1 (UCL) |
| 40   | Bósnia e Herzegovina | 7.125 | 3       | +1 (UCL) |
| 41   | Lituânia             | 6.750 | 3       | +1 (UCL) |
| 42   | Letônia              | 5.625 | 3       | +1 (UCL) |
| 43   | Luxemburgo           | 5.500 | 3       | +1 (UCL) |
| 44   | Arménia              | 5.250 | 3       | +1 (UCL) |
| 45   | Malta                | 5.125 | 3       | +1 (UCL) |
| 46   | Estónia              | 5.000 | 3       | +1 (UCL) |
| 47   | Geórgia              | 4.750 | 3       | +1 (UCL) |
| 48   | País de Gales        | 4.125 | 3       | +1 (UCL) |
| 49   | Montenegro           | 4.125 | 3       | +1 (UCL) |
| 50   | Ilhas Faroé          | 4.000 | 3       | +1 (UCL) |
| 51   | Gibraltar            | 4.000 | 2       | +1 (UCL) |
| 52   | Irlanda do Norte     | 3.875 | 2       | +1 (UCL) |
| 53   | Kosovo               | 2.500 | 2       | +1 (UCL) |
| 54   | Andorra              | 1.831 | 2       | +1 (UCL) |
| 55   | San Marino           | 0.666 | 2       | +1 (UCL) |

#### Distribuição de vagas por fase
A seguir está a lista de acesso padrão.
|                                        |                                        | Times entrando nesta rodada | Times que avançaram da fase anterior                                                                                | Times transferidos da Liga dos Campeões |
| -------------------------------------- | -------------------------------------- | --- | --- | --- |
| Rodada Preliminar (16 equipes)         | Rodada Preliminar (16 equipes)         | - 6 vencedores da copa nacional das associações 50–55 - 7 vice-campeões da liga nacional das associações 49–55 - 3 equipes que terminaram em 3º lugar na liga nacional das associações 48–50 | | |
| Primeira pré-eliminatória (94 equipes) | Primeira pré-eliminatória (94 equipes) | - 25 vencedores da copa nacional das associações 25–49 - 30 vice-campeões da liga nacional das associações 18–48 (exceto Liechtenstein) - 31 equipes que terminaram em 3º lugar na liga nacional das federações 16–47 (exceto Liechtenstein) | - 8 vencedores da rodada preliminar                                                                                 | |
| Segunda pré-eliminatória               | Caminho dos Campeões (20 equipes)      | | | - 17 perdedores da primeira pré-eliminatória da Liga dos Campeões - 3 perdedores da fase preliminar da Liga dos Campeões |
| Segunda pré-eliminatória               | Caminho da liga (72 equipes)           | - 5 vencedores da copa nacional das associações 18–24 - 2 vice-campeões da liga nacional das associações 16–17 - 3 equipes que terminaram em 3º lugar a liga nacional das associações 13–15 - 9 equipes que terminaram em 4º lugar a liga nacional das associações 7–15 - 2 equipes que terminaram em 5º lugar a liga nacional das associações de 5–6 (vencedor da Copa da Liga da França) - 4 equipes que terminaram em 6º lugar a liga nacional das associações 1–4 (vencedor da Copa da Liga da Inglaterra) | - 47 vencedores da primeira pré-eliminatória                                                                        | |
| Terceira pré-eliminatória              | Caminho dos Campeões (18 equipes)      | | - 10 vencedores da segunda pré-eliminatória (Caminho dos Campeões)                                                  | - 8 dos 10 perdedores da segunda pré-eliminatória da Champions League (Caminho dos Campeões) |
| Terceira pré-eliminatória              | Caminho da liga (52 equipes)           | - 6 vencedores da copa nacional das associações 13–17 - 6 equipes que terminaram em 3º lugar a liga nacional das associações 7-12 - 1 equipe que terminou em 4º lugar a liga nacional da associação 6 | - 36 vencedores da segunda pré-eliminatória (Caminho da Liga)                                                       | - 3 perdedores da segunda pré-eliminatória da Liga dos Campeões (Caminho da Liga) |
| Rodada Play-off                        | Caminho dos Campeões (16 equipes)      | | - 9 vencedores da terceira pré-eliminatória (Caminho dos Campeões)                                                  | - 5 perdedores da terceira pré-eliminatória da Liga dos Campeões (Caminho dos Campeões) - 2 dos 10 perdedores da segunda pré-eliminatória da Champions League (Caminho dos Campeões)                                                            |
| Rodada Play-off                        | Caminho da liga (26 equipes)           | | - 26 vencedores da terceira pré-eliminatória (Caminho da Liga                                                       | |
| Fase de grupos (48 Equipes)            | Fase de grupos (48 Equipes)            | - 13 vencedores da copa nacional das associações 1–12 - 1 equipe que terminou em 4º lugar a liga nacional da associação 5 - 4 equipes que terminaram em 5º lugar a liga nacional das associações 1-4 | - 8 vencedores da rodada do play-off (Caminho dos Campeões) - 13 vencedores da rodada do play-off (Caminho da Liga) | - 4 perdedores da rodada de play-off da Liga dos Campeões (Caminho dos Campeões) - 2 perdedores da rodada de play-off da Liga dos Campeões (Caminho da Liga) - 3 perdedores da terceira pré-eliminatória da Liga dos Campeões (Caminho da Liga) |
| Fase Final (32 times)                  | Fase Final (32 times)                  | | - 12 vencedores de grupos da fase de grupos - 12 vice-campeões do grupo na fase de grupos                           | - 8 equipes que terminaram em 3º lugar da fase de grupos da Liga dos Campeões |

Mudanças são feitas na lista de acesso padrão, se qualquer uma das equipes qualificadas para a Liga Europa através de suas competições nacionais também se qualificarem para a Liga dos Campeões, como campeões da Liga dos Campeões ou da Liga Europa, ou se houver menos equipes transferidas da Liga dos Campeões devido a mudanças na lista de acesso da Liga dos Campeões. Em qualquer caso em que uma vaga na Liga Europa seja desocupada, os vencedores das copas das associações mais bem classificadas nas rodadas anteriores são promovidos de acordo.
Como resultado dos adiamentos de partidas da Temporada europeia de 2019–20 e de 2020–21 devido à pandemia de COVID-19, a Temporada europeia de 2020–21 irá começar antes da temporada 2019–20 se concluir. Portanto, as mudanças na lista de acesso que deveriam ser feitas baseadas nas equipes ganhadoras da Liga dos Campeões e da Liga Europa podem não ser mantidas depois que as primeiras rodadas de qualificação tiverem sido disputadas e/ou seus sorteios terem sido realizados. A UEFA se assegurará que isso não causará impacto nas respectivas rodadas das fases de qualificação que possam já ter sido sorteadas ou disputadas no momento da determinação do campeão. (Artigo de Regulamentação 3.07)

#### Regras de redistribuição
Uma vaga na Liga Europa é desocupada quando uma equipe se qualifica para a Liga dos Campeões e a Liga Europa, ou qualifica-se para a Liga Europa por mais de um método. Quando um lugar é desocupado, ele é redistribuído dentro da associação nacional pelas seguintes regras:
- Quando os vencedores da copa nacional (considerados como o classificado "mais bem colocado" dentro da associação nacional com a última ronda de largada) também se qualificarem para a Liga dos Campeões, a sua vaga na Liga Europa é desocupada. Como resultado, a equipe mais bem posicionada da liga, que ainda não se classificou para as competições europeias, se classifica para a Liga Europa, com as eliminatórias da Liga Europa que terminam acima delas na liga subiram um "lugar".

- Quando os vencedores da copa nacional também se qualificam para a Liga Europa através da posição no campeonato, o seu lugar através da posição do campeonato é desocupado. Como resultado, a equipe mais bem posicionada da liga que ainda não se classificou para as competições europeias se classifica para a Liga Europa, com as eliminatórias da Liga Europa que terminam acima delas na liga subiram um "lugar" se possível.

- Para associações onde uma vaga na Liga Europa é reservada para os vencedores da Copa da Liga ou das eliminatórias do final de temporada européia, eles sempre se qualificam para a Liga Europa como o classificado "de menor colocação". Se os vencedores da Copa da Liga já tiverem se qualificados para competições europeias através de outros métodos, esta vaga reservada para a Liga Europa é ocupada pela equipa de maior colocação da liga que ainda não se qualificou para as competições europeias.

## Equipes classificadas
No início de abril de 2020, a UEFA anunciou que devido à pandemia de COVID-19 na Europa, o prazo máximo para se classificar para o torneio tinha sido adiado até nova ordem. A UEFA também enviou uma carta à todas as associações membro informando que as ligas nacionais deveriam ser completamente concluídas, sem encerramentos prematuros, para haver a qualificação para as competições europeias. Depois de uma reunião com as 55 associações no dia 21 de abril, a UEFA recomendou-lhes fortemente para completarem suas ligas nacionais e copas, embora em alguns casos especiais onde isso não fosse possível, a UEFA iria desenvolver diretrizes para a participação desses clubes em suas competições no caso de cancelamento da liga nacional ou copa. Depois de uma reunião do Comitê Executivo da UEFA, no dia 23 de abril de 2020, a UEFA anunciou que se uma competição nacional fosse encerrada prematuramente por razões legítimas em conformidade com condições relacionadas a saúde pública ou problemas econômicos, as associações nacionais envolvidas teriam que selecionar as equipes participantes para as competições de clubes da UEFA 2020–21, baseando-se no mérito esportivo nas competições nacionais de 2019–20. Além disso, a UEFA detém o direito de recusar sua admissão no caso de a própria considerar que o encerramento foi ilegítimo, ou que o processo de seleção não foi objetivo, transparente ou não-discriminatório, ou que o público considera a qualificação injusta. As competições nacionais encerradas também poderiam ser retomadas com um formato diferente do original de uma forma que pudessem facilitar a qualificação por mérito esportivo. Todas as ligas deveriam comunicar a UEFA até 25 de maio de 2020 se elas pretendiam retomar as suas competições, mas esse prazo foi posteriormente estendido. No dia 17 de junho, a UEFA anunciou que as associações deveriam informar as equipes que iriam ingressar no torneio até o dia 3 de agosto de 2020. Se a copa for abandonada ou não for concluída até o prazo de registro da UEFA, as vagas na Liga Europa serão redistribuídas de acordo com as posições na liga nacional.
Os rótulos entre parênteses mostram como cada equipe se classificou para o lugar de sua rodada inicial:
- CW: vencedores da taça ou copa
- 2º, 3º, 4º, 5º, 6º, etc.: posição da liga
- LC: vencedores da Taça da Liga
- RW: vencedores da temporada regular
- PW: vencedores dos "play-off" das competições europeias de final de época
- UCL: Transferido da Liga dos Campeões
  - GS: Equipes de terceiro colocados da fase de grupos
  - CH/LP PO: Perdedores da rodada do play-off (Caminho dos Campeões/Caminho da Liga)
  - CH/LP Q3: Perdedores da terceira pré-eliminatória (Caminho dos Campeões/Caminho da Liga)
  - CH/LP Q2: Perdedores da segunda pré-eliminatória (Caminho dos Campeões/Caminho da Liga)
  - Q1: Perdedores da primeira pré-eliminatória
  - PR: Perdedores da fase preliminar (F: final; SF: semifinal)
- Abd-: Posição da equipe na liga que foi encerrada devido à pandemia de COVID-19 na Europa. A colocação final foi formada pela associação nacional segundo seus critérios; todas as equipes estão sujeitas à aprovação da UEFA conforme as diretrizes desta, onde será analisado se a equipe é elegível para ingressar na Liga Europa e se o encerramento do torneio foi realizado da devida forma.[13]

A segunda pré-eliminatória, terceira pré-eliminatória e a rodada de play-off foram divididas em Caminho dos Campeões e Caminho da Liga. 
Nota: Equipes em itálico ainda podem se classificar para a Liga dos Campeões da UEFA de 2020–21, seja através do seu desempenho e colocação na liga nacional ou por ser o vencedor da Liga dos Campeões da UEFA de 2019–20 ou da Liga Europa da UEFA de 2019–20.
| Fase Final                        | Fase Final                         | Fase Final                        | Fase Final                      |
| --------------------------------- | ---------------------------------- | --------------------------------- | ------------------------------- |
| Red Bull Salzburg (UCL GS)        | Shakhtar Donetsk (UCL GS)          | Olympiacos (UCL GS)               | Ajax (UCL GS)                   |
| Krasnodar (UCL GS)                | Brugge (UCL GS)                    | Dínamo de Kiev (UCL GS)           | Manchester United (UCL GS)      |
| Fase de Grupos                    |                                    |                                   |                                 |
| Villarreal (5º)                   | Real Sociedad (6º)[ESP]            | Arsenal (CW)                      | Leicester City (5º)             |
| Napoli (CW)                       | Roma (5º)                          | Bayer Leverkusen (5º)             | Hoffenheim (6º)                 |
| Lille (Abd-4º)[FRA]               | Nice (Abd-5º)[FRA]                 | CSKA Moscou (4º)                  | Braga (3º)                      |
| Antwerp (CW)                      | Zorya Luhansk (3º)                 | Sivasspor (4º)[TUR]               | Feyenoord (Abd-3º)[NED]         |
| Wolfsberger (3º)                  | Sparta Praga (CW)                  | Slavia Praha (UCL CH PO)          | Omonia (UCL CH PO)              |
| Molde (UCL CH PO)                 | Maccabi Tel Aviv (UCL CH PO)       | Gent (UCL LP PO)                  | PAOK (UCL LP PO)                |
| Benfica (UCL LP Q3)               | AZ Alkmaar (UCL LP Q3)             | Rapid Viena (UCL LP Q3)           |                                 |
| Play-off                          |                                    |                                   |                                 |
| Caminho dos Campeões              | Caminho dos Campeões               | Caminho da Liga                   | Caminho da Liga                 |
| Dinamo Zagreb (UCL CH Q3)         | Qarabağ (UCL CH Q3)                |                                   |                                 |
| Estrela Vermelha (UCL CH Q3)      | Young Boys (UCL CH Q3)             |                                   |                                 |
| Dinamo Brest (UCL CH Q3)          | Ludogorets Razgrad (UCL CH Q2)[CH] |                                   |                                 |
| Tirana (UCL CH Q2)[CH]            |                                    |                                   |                                 |
| Terceira pré-eliminatória         |                                    |                                   |                                 |
| Caminho dos Campeões              | Caminho dos Campeões               | Caminho da Liga                   | Caminho da Liga                 |
| Celtic (UCL CH Q2)[CH]            | Légia Varsóvia (UCL CH Q2)[CH]     | Rostov (5º)                       | Sporting (4º)                   |
| Celje (UCL CH Q2)[CH]             | Cluj (UCL CH Q2)[CH]               | Charleroi (Abd-3º)[BEL]           | Desna Chernihiv (4º)            |
| Sheriff Tiraspol (UCL CH Q2)[CH]  | Sarajevo (UCL CH Q2)[CH]           | Alanyaspor (5º)[TUR]              | PSV (Abd-4º)[NED]               |
| Sūduva (UCL CH Q2)[CH]            | KÍ (UCL CH Q2)[CH]                 | LASK (4º)                         | AEK Atenas (3º)                 |
|                                   |                                    | Rijeka (CW)                       | SønderjyskE (CW)                |
| St. Gallen (2º)[SWI]              | Αnorthosis Famagusta (Abd-2º)[CYP] |                                   |                                 |
| Vojvodina (CW)                    | Beşiktaş (UCL LP Q2)               |                                   |                                 |
| Viktoria Plzeň (UCL LP Q2)        | Lokomotiva (UCL LP Q2)             |                                   |                                 |
| Segunda pré-eliminatória          |                                    |                                   |                                 |
| Caminho dos Campeões              | Caminho dos Campeões               | Caminho da Liga                   | Caminho da Liga                 |
| Djurgårdens (UCL Q1)              | Astana (UCL Q1)                    | Granada (7º)[ESP]                 | Tottenham (6º)                  |
| Slovan Bratislava (UCL Q1)        | Sileks (UCL Q1)                    | Milan (6º)                        | Wolfsburg (7º)                  |
| Dundalk (UCL Q1)                  | KuPS (UCL Q1)                      | Reims (Abd-6º)[FRA]               | Dínamo de Moscou (6º)           |
| KR (UCL Q1)                       | Riga (UCL Q1)                      | Rio Ave (5º)                      | Standard de Liège (Abd-5º)[BEL] |
| Fola Esch (UCL Q1)                | Ararat-Armenia (UCL Q1)            | Kolos Kovalivka (PW)              | Galatasaray (6º)[TUR]           |
| Floriana (UCL Q1)                 | Flora Tallinn (UCL Q1)             | Willem II (Abd-5º)[NED]           | Hartberg (PW)                   |
| Dinamo Tbilisi (UCL Q1)           | Connah's Quay Nomads (UCL Q1)      | Jablonec (4º)                     | Slovan Liberec (PW)             |
| Budućnost Podgorica (UCL Q1)      | Europa (UCL Q1)                    | Aris (5º)                         | OFI (6º)[GRE]                   |
| Linfield (UCL Q1)                 | Drita (UCL PR F)                   | Osijek (4º)                       | Hajduk Split (5º)               |
| Inter Club d'Escaldes (UCL PR SF) | Tre Fiori (UCL PR SF)              | Copenhague (2º)                   | Basel (3º)[SWI]                 |
|                                   |                                    |                                   |                                 |
| Rangers (Abd-2º)[SCO]             | BATE Borisov (CW)                  |                                   |                                 |
| Göteborg (CW)                     | Viking (CW)                        |                                   |                                 |
| Kaisar (CW)                       |                                    |                                   |                                 |
| Primeira pré-eliminatória         |                                    |                                   |                                 |
| Aarhus (PW)                       | Servette (4º)[SWI]                 | APOEL (Abd-3º)[CYP]               | Apollon Limassol (Abd-4º)[CYP]  |
| Partizan (2º)                     | Bačka Topola (4º)                  | Motherwell (Abd-3º)[SCO]          | Aberdeen (Abd-4º)[SCO]          |
| Shakhtyor Salihorsk (3º)          | Dinamo Minsk (4º)                  | Malmö (2º)                        | Hammarby (3º)                   |
| Bodø/Glimt (2º)                   | Rosenborg (3º)                     | Kairat (2º)                       | Ordabasy (3º)                   |
| Cracovia (CW)                     | Lech Poznań (2º)                   | Piast Gliwicki (3º)               | Neftçi (Abd-2º)[AZE]            |
| Keşlə (Abd-3º)[AZE]               | Sumqayıt (Abd-4º)[AZE]             | Hapoel Be'er Sheva (CW)           | Maccabi Haifa (2º)              |
| Beitar Jerusalem (3º)             | Lokomotiv Plovdiv (CW)             | CSKA Sófia (2º)                   | Slavia Sofia (PW)               |
| Steaua București (CW)             | Universitatea Craiova (2º)         | FC Botoșani (4º/5º)[ROU]          | Žilina (2º)                     |
| DAC Dunajská Streda (3º)          | Ružomberok (PW)                    | Mura (CW)                         | Maribor (2º)                    |
| Olimpija Ljubljana (3º)           | Vaduz (Abd-CW)[LIE]                | Honvéd (CW)                       | Fehérvár (2º)                   |
| Puskás Akadémia (3º)              | Shkëndija (Abd-3º)[MKD]            | Renova (Abd-4º)[MKD]              | Shkupi (Abd-5º)[MKD]            |
| Petrocub Hîncești (CW)            | Sfântul Gheorghe (2º)              | Dinamo-Auto (4º)                  | Teuta (CW)                      |
| Kukësi (2º)                       | Laçi (3º)                          | Shamrock Rovers (CW)              | Bohemian (3º)                   |
| Derry City (4º)[IRL]              | Ilves (CW)                         | Inter Turku (2º)                  | Honka (PW)                      |
| Víkingur Reykjavík (CW)           | Breiðablik (2º)                    | FH (3º)                           | Željezničar (Abd-2º)[BIH]       |
| Zrinjski Mostar (Abd-3º)[BIH]     | Borac Banja Luka (Abd-4º)[BIH]     | Žalgiris Vilnius (2º)             | Riteriai (3º)                   |
| Kauno Žalgiris (4º)               | RFS (CW)                           | Ventspils (3º)                    | Valmieras (4º)                  |
| Progrès Niederkorn (Abd-2º)[LUX]  | Déifferdeng 03 (Abd-3º)[LUX]       | Union Titus Pétange (Abd-4º)[LUX] | Noah (CW)                       |
| Alashkert (3º)                    | Shirak (4º)                        | Valletta (Abd-2º)[MLT]            | Hibernians (Abd-3º)[MLT]        |
| Sirens (Abd-4º)[MLT]              | Levadia Tallinn (2º)               | Nõmme Kalju (3º)                  | Paide Linnameeskond (4º)        |
| Saburtalo Tbilisi (CW)            | Dinamo Batumi (2º)                 | Locomotive Tbilisi (4º)           | The New Saints (Abd-2º)[WAL]    |
| Bala Town (Abd-3º)[WAL]           | Sutjeska Nikšić (Abd-2º)[MNE]      |                                   |                                 |
| Rodada preliminar                 |                                    |                                   |                                 |
| Barry Town (Abd-4º)[WAL]          | Iskra Danilovgrad (Abd-3º)[MNE]    | Zeta (Abd-4º)[MNE]                | HB Tórshavn (CW)                |
| B36 Tórshavn (2º)                 | NSÍ Runavík (3º)                   | St Joseph's (Abd-2º)[GIB]         | Lincoln Red Imps (Abd-3º)[GIB]  |
| Glentoran (CW)                    | Coleraine (Abd-2º)[NIR]            | Prishtina (CW)                    | Gjilani (2º)                    |
| FC Santa Coloma (2º)              | Engordany (3º)                     | Tre Penne (Abd-3º)[SMR]           | La Fiorita (Abd-4º)[SMR]        |

Notas
- Caminho dos Campeões (CH): ^  Dois dos dez perdedores da Segunda pré-eliminatória da Liga dos Campeões de 2020–21 (Caminho dos Campeões) serão sorteados para receber um bye (avanço automático) para a rodada de play-off.
- Azerbaijão (AZE): ^  O Campeonato Azeri de Futebol de 2019–20 e a Copa do Azerbaijão de Futebol foram encerrados devido a pandemia de COVID-19 no Azerbaijão. Com isso, Neftçi, Keşlə e Sumqayıt – segundo, terceiro, e quarto colocados da liga, respectivamente, no momento do encerramento – foram escolhidos pela Associação de Federações de Futebol do Azerbaijão para disputar a Liga Europa de 2020–21, com os três entrando na primeira pré-eliminatória.[14]
- Bélgica (BEL): ^  O Campeonato Belga de 2019–20 foi encerrado devido a pandemia de COVID-19 na Bélgica. Com isso, Charleroi e Standard de Liège – terceiro e quinto colocados da liga, respectivamente, no momento do encerramento – foram escolhidos pela Real Associação Belga de Futebol para disputar a Liga Europa de 2020–21, com o Charleroi na terceira pré-eliminatória e o Standard de Liège entrando na segunda pré-eliminatória.[15]
- Bósnia e Herzegovina (BIH): ^  O Campeonato Bósnio de 2019–20 e a Copa Bósnia de Futebol de 2020–21 foram encerrados devido a pandemia de COVID-19 na Bósnia e Herzegovina.Com isso, Željezničar, Zrinjski Mostar e Borac Banja Luka – segundo, terceiro, e quarto colocados da liga, respectivamente, no momento do encerramento – foram escolhidos pela Associação de Futebol da Bósnia e Herzegovina para disputar a Liga Europa de 2020–21, com os três entrando na primeira pré-eliminatória.[16]
- Chipre (CYP): ^  O Campeonato Cipriota de Futebol de 2019–20 e a Copa da Chipre foram encerrados devido a pandemia de COVID-19 no Chipre. Com isso, Αnorthosis Famagusta, APOEL e Apollon Limassol – segundo, terceiro, e quarto colocados da liga, respectivamente, no momento do encerramento – foram escolhidos pela Associação de Futebol do Chipre para disputar a Liga Europa de 2020–21, com o segundo colocado entrando na segunda pré-eliminatória e os outros dois entrando na primeira pré-eliminatória.[17]
- Escócia (SCO): ^  A Scottish Premiership de 2020–21 foi encerrada devido a pandemia de COVID-19 na Escócia, e a Copa da Escócia foi adiada e não poderá ser concluída antes do dia 3 de agosto, a data limite da UEFA para o registro das equipes. Com isso, Rangers, Motherwell e Aberdeen – segundo, terceiro, e quarto colocados da liga, respectivamente, no momento do encerramento – foram selecionados pela Associação Escocesa de Futebol para disputar a Liga Europa de 2020–21, com o segundo colocado entrando na segunda pré-eliminatória e os outros dois entrando na primeira pré-eliminatória.[18]
- Espanha (ESP): ^  A Copa del Rey de 2019–20 foi adiada devido a pandemia de COVID-19 na Espanha e não poderá ser concluída antes do dia 3 de agosto, a data limite da UEFA para o registro das equipes. Por isso, o sexto e o sétimo colocados da La Liga de 2019–20 entrarão na Liga Europa na fase de grupos e na segunda pré-eliminatória, respectivamente.[19]
- França (FRA): ^  A Ligue 1 de 2019–20 foi encerrada devido a pandemia de COVID-19 na França. Com isso, Lille, Nice e Reims – quarto, quinto, e sexto colocados da liga, respectivamente, no momento do encerramento – foram escolhidos pela Federação Francesa de Futebol para disputar a Liga Europa de 2020–21, com Lille e Nice entrando na fase de grupos e o Reims na segunda pré-eliminatória.[20]
- Gibraltar (GIB): ^  O Campeonato Gibraltino de Futebol de 2019–20 e a Rock Cup de 2020 foram encerradas devido a pandemia de COVID-19 em Gibraltar. Com isso, St Joseph's e Lincoln Red Imps, segundo e terceiro colocados na liga no momento do encerramento foram selecionados pela Associação de Futebol de Gibraltar para disputa a Liga Europa de 2020–21, entrando ambos rodada preliminar.[21]
- Grécia (GRE): ^  No dia 14 de abril de 2018, o Panathinaikos, quarto colocado na Super Liga Grega de 2019–20, foi banido das competições da UEFA pelo Corpo de Controle Financeiro de Clubes da UEFA devido a pagamentos atrasados. Como eles não se classificaram para nenhuma competição da UEFA nas temporadas de 2018–19 e 2019–20, eles estarão cumprindo a sua punição na temporada 2020–21, a primeira na qual eles se qualificaram para uma competição desde o banimento.[22] Caso não tivessem sido banidos, eles entrariam na segunda pré-eliminatória da Liga Europa de 2020–21. Entretanto, sua vaga foi dada ao OFI, o sexto colocado na liga.
- Irlanda do Norte (NIR): ^  O Campeonato Norte-Irlandês de Futebol de 2019–20 foi encerrado devido a pandemia de COVID-19 na Irlanda do Norte. O segundo colocado no momento do encerramento do campeonato, o Coleraine, foi selecionado pela Associação Norte-Irlandesa de Futebol para disputar a Liga Europa de 2020–21, entrando na rodada preliminar.[23]
- Irlanda (IRL): ^  O Derry City é um clube sediado na Irlanda do Norte mas que participa do sistema de ligas da República da Irlanda e se qualifica para a Liga Europa através das vagas concedidas a esta.
- Liechtenstein (LIE): ^  A Taça do Liechtenstein de futebol 2019–20 foi encerrada devido a pandemia de COVID-19 em Liechtenstein. Com isso, o Vaduz, equipe remanescente na copa com o maior coeficiente UEFA, foi selecionado pela Liechtensteiner Fußballverband para disputar a Liga Europa de 2020–21, entrando na primeira pré-eliminatória.
- Luxemburgo (LUX): ^  O Campeonato Luxemburguês de 2019–20 e a Copa de Luxemburgo de 2019–20 foram encerrados devido a pandemia de COVID-19 em Luxemburgo. Com isso, Progrès Niederkorn, Déifferdeng 03 e Union Titus Pétange – segundo, terceiro, e quarto colocados da liga, respectivamente, no momento do encerramento – foram escolhidos pela Federação de Futebol de Luxemburgo para disputar a Liga Europa de 2020–21, com os três entrando na primeira pré-eliminatória.[24]
- Macedônia do Norte (MKD): ^  A Macedonian Prva Liga de 2019–20 e foi encerrada devido a pandemia de COVID-19 na Macedônia do Norte. Com isso, Shkëndija, Renova e Shkupi – terceiro, quarto, e quinto colocados da liga, respectivamente, no momento do encerramento – foram selecionados pela Federação de Futebol da Macedônia do Norte para disputar a Liga Europa de 2020–21, com os três entrando na primeira pré-eliminatória. O segundo colocado, Sileks, foi selecionado para disputar a Liga dos Campeões da UEFA de 2020–21 no lugar do primeiro colocado, Vardar, que não conseguiu obter uma licença UEFA.[25]
- Malta (MLT): ^  O Campeonato Maltês de Futebol de 2019–20 e a FA Trophy de 2020–21 foram encerrados devido a pandemia de COVID-19 em Malta. Com isso, Valletta, Hibernians e Sirens – segundo, terceiro, e quarto colocados da liga, respectivamente, no momento do encerramento – foram selecionados pela Associação de Futebol de Malta para disputar a Liga Europa de 2020–21, com os três entrando na primeira pré-eliminatória.[26]
- Montenegro (MNE): ^  O Campeonato Montenegrino de Futebol de 2019–20 e a Copa de Montenegro foram encerrados devido a pandemia de COVID-19 em Montenegro. Com isso, Sutjeska Nikšić, Iskra Danilovgrad e Zeta – segundo, terceiro, e quarto colocados da liga, respectivamente, no momento do encerramento – foram selecionados pela Associação de Futebol do Montenegro para disputar a Liga Europa de 2020–21, com o segundo colocado entrando na primeira pré-eliminatória e os outros dois entrando na rodada preliminar.[27]
- País de Gales (WAL): ^  O Campeonato Galês de 2019–20 foi encerrado devido a pandemia de COVID-19 no País de Gales e a Welsh Cup de 2020–21 foi adiada e não poderá ser concluída antes do dia 3 de agosto, a data limite da UEFA para o registro das equipes. Com isso, The New Saints, Bala Town e Barry Town – segundo, terceiro, e quarto colocados da liga, respectivamente – foram selecionados pela Associação de Futebol do País de Gales para competir na Liga Europa de 2020–21 conforme sua classificação por pontuação no momento do encerramento do campeonato, com o segundo e o terceiro colocados entrando na primeira pré-eliminatória e o quarto na rodada preliminar.[28]
- Países Baixos (NED): ^  A Eredivisie de 2019–20 e a Copa KNVB de 2019–20 foram encerradas devido a pandemia de COVID-19 nos Países Baixos. Com isso, Feyenoord, PSV e Willem II – terceiro, quarto, e quinto colocados da liga, respectivamente, no momento do encerramento – foram selecionados pela Real Associação de Futebol dos Países Baixos para disputar a Liga Europa de 2020–21, entrando na fase de grupos, terceira pré-eliminatória e segunda pré-eliminatória, respectivamente.[29]
- Romênia (ROU): ^  O Astra Giurgiu, que irá terminar o Campeonato Romeno de Futebol de 2019–20 entre os quatro primeiros colocados, não conseguiu obter uma licença UEFA.[30] Com isso, a vaga foi dada ao FC Botoșani, que irá terminar o campeonato na 4º ou 5º colocação.
- San Marino (SMR): ^  O Campeonato Sanmarinense de Futebol de 2019-20 e a Copa Titano de 2020–21 foram encerrados devido a pandemia de COVID-19 em San Marino. Com isso, Folgore e Tre Penne, segundo e terceiro colocados no momento do encerramento do campeonato, foram escolhidos, originalmente, pela  Federação de Futebol de San Marino para disputar a Liga Europa de 2020–21, entrando ambos na rodada preliminar. Entretanto, o Folgore foi banido da UEFA devido a manipulações de resultados anteriores e sua vaga foi dada ao La Fiorita, quarto colocado no campeonato.
- Suíça (SWI): ^  A Copa da Suíça de 2019–20 foi adiada devido a pandemia de COVID-19 na Suíça e não poderá ser concluída antes do dia 3 de agosto, a data limite da UEFA para o registro das equipes. Por isso, o segundo, terceiro, e quarto colocados na Super Liga Suíça de 2019–20 disputarão a Liga Europa de 2019–20, entrando na terceira pré-eliminatória, segunda pré-eliminatória e primeira pré-eliminatória, respectivamente.[31]
- Turquia (TUR): ^  No dia 3 de junho de 2020, o Trabzonspor, segundo colocado na Süper Lig de 2019–20, foi banido de todas as competições da UEFA pelo Corpo de Controle Financeiro de Clubes da UEFA devido a violações das regras do Fair Play Financeiro.[32] O Trabzonspor apelou a decisão para o Tribunal Arbitral do Esporte[33] e, no dia 30 de julho de 2020, foi anunciado que o banimento foi mantido.[34] Caso não tivessem sido banidos, eles se qualificariam para a Liga dos Campeões da UEFA de 2020–21, entrando na segunda pré-eliminatória. Entretanto, sua vaga foi dada ao Beşiktaş, o terceiro colocado na liga. O Sivasspor entrou na fase de grupos da Liga Europa, o Alanyaspor entrou na terceira pré-eliminatória e o Galatasaray entrou na segunda pré-eliminatória.

## Calendário
O calendário para esta edição da competição é o seguinte (todos os sorteios serão realizados na sede da UEFA em Nyon na Suíça, exceto o sorteio para a fase de grupos que será realizado em Atenas, Grécia). O torneio teria começado originalmente em junho de 2020, mas foi adiado para agosto devido a pandemia de COVID-19 na Europa. O novo calendário foi anunciado pelo Comitê Executivo da UEFA em 17 de junho de 2020.
Todas os confrontos das eliminatórias, incluindo os play-offs, serão disputados em partida única, com os mandante sendo decidido por sorteio. Além disso, as partidas serão realizadas com os portões fechados. Os confrontos podem também ser jogados às terças ou quartas-feiras, em vez das quintas-feiras regulares, devido a conflitos de programação. O Árbitro assistente de vídeo não será introduzido na fase de grupos como o planejado (agora será a partir de 2021–22), mas estará disponível para ser usado na fase final.
| Fase           | Rodada                    | Data do Sorteio               | Partida de Ida                                         | Partida de Volta                                       |
| -------------- | ------------------------- | ----------------------------- | ------------------------------------------------------ | ------------------------------------------------------ |
| Preliminar     | Rodada Preliminar         | 9 de Agosto de 2020           | 20 de Agosto de 2020                                   | 20 de Agosto de 2020                                   |
| Qualificação   | Primeira Pré-eliminatória | 10 de Agosto de 2020          | 27 de Agosto de 2020                                   | 27 de Agosto de 2020                                   |
| Qualificação   | Segunda Pré-eliminatória  | 31 de Agosto de 2020          | 17 de Setembro de 2020                                 | 17 de Setembro de 2020                                 |
| Qualificação   | Terceira Pré-eliminatória | 1 de Setembro de 2020         | 24 de Setembro de 2020                                 | 24 de Setembro de 2020                                 |
| Play-off       | Fase de Play-off          | 18 de Setembro de 2020        | 1 de Outubro de 2020                                   | 1 de Outubro de 2020                                   |
| Fase de Grupos | Primeira Rodada           | 2 de Outubro de 2020 (Atenas) | 22 de Outubro de 2020                                  | 22 de Outubro de 2020                                  |
| Fase de Grupos | Segunda Rodada            | 2 de Outubro de 2020 (Atenas) | 29 de Outubro de 2020                                  | 29 de Outubro de 2020                                  |
| Fase de Grupos | Terceira Rodada           | 2 de Outubro de 2020 (Atenas) | 5 de Novembro de 2020                                  | 5 de Novembro de 2020                                  |
| Fase de Grupos | Quarta Rodada             | 2 de Outubro de 2020 (Atenas) | 26 de Novembro de 2020                                 | 26 de Novembro de 2020                                 |
| Fase de Grupos | Quinta Rodada             | 2 de Outubro de 2020 (Atenas) | 3 de Dezembro de 2020                                  | 3 de Dezembro de 2020                                  |
| Fase de Grupos | Sexta Rodada              | 2 de Outubro de 2020 (Atenas) | 10 de Dezembro de 2020                                 | 10 de Dezembro de 2020                                 |
| Fase Final     | Dezesseis Avos            | 14 de Dezembro de 2020        | 18 de Fevereiro de 2021                                | 25 de Fevereiro de 2021                                |
| Fase Final     | Oitavas de final          | 26 de Fevereiro de 2021       | 11 de Março de 2021                                    | 18 de Março de 2021                                    |
| Fase Final     | Quartas de Final          | 19 de Março de 2021           | 8 de Abril de 2021                                     | 15 de Abril de 2021                                    |
| Fase Final     | Semifinais                | 19 de Março de 2021           | 29 de Abril de 2021                                    | 6 de Maio de 2021                                      |
| Fase Final     | Final                     | 19 de Março de 2021           | 26 de Maio de 2021 no Stadion Energa Gdańsk, em Gdańsk | 26 de Maio de 2021 no Stadion Energa Gdańsk, em Gdańsk |

## Efeitos da pandemia de COVID-19
Devido a pandemia de COVID-19 na Europa, as seguintes regras especiais serão aplicadas na rodada preliminar, nas pré-eliminatórias e nos play-offs:
- Antes de cada sorteio, a UEFA irá publicar uma lista com as restrições relacionadas a pandemia de COVID-19  já existentes. Todas as equipes devem informar a UEFA se há outras restrições além das já publicadas pela ela. Se uma equipe não o fizer e, por consequência, a partida não puder ser realizada no local, a equipe será considerada responsável e será declarada perdedora da partida.

- Se restrições de viagem impostas pelo país da equipe mandante impedirem a entrada da equipe visitante no país, a equipe mandante deverá propor um local alternativo para que a partida ocorra sem nenhuma restrição. Caso contrário, a equipe mandante será declarada perdedora da partida.

- Se restrições de viagem impostas pelo país da equipe visitante impedirem que este deixe ou retorne para o país, a equipe mandante deverá propor um local alternativo para que a partida ocorra sem nenhuma restrição. Caso contrário, a UEFA irá decidir um local para a partida.

- Se após o sorteio, novas restrições impostas pelo país da equipe mandante ou da visitante impedirem a realização da partida, a equipe deste país será declarada perdedora da partida.

- Se uma das equipes se recusar a disputar a partida, ela será declarada perdedora da partida. Se ambas as equipes se recusarem a disputar a partida ou forem consideradas responsáveis pela partida não ocorrer, ambas serão desqualificadas.

- Se jogadores e/ou dirigentes de uma equipe testarem positivos para a COVID-19, impedindo que a equipe dispute a partida antes do prazo final estipulado pela UEFA, ela será declarada perdedora da partida.

- Em todo caso, as duas equipes podem fazer um acordo para disputar a partida no país da equipe visitante ou em campo neutro, com a decisão sendo submetida à aprovação da UEFA. A UEFA tem a autoridade final para decidir o local de qualquer partida e, se necessário, de remarcar qualquer partida.

- Se, por alguma razão, as fases qualificatórias e os play-offs não puderem ser concluídos antes da data limite da UEFA, esta irá decidir os princípios para se determinar as equipes qualificadas para a fase de grupos.

Quatro países (Polônia, Hungria, Grécia e Chipre) se disponibilizaram para fornecer instalações e campo neutro para equipes que tenham problemas com as restrições definidas pelos países. Assim, caso seja necessário, as partidas poderão ser disputadas em estádios sem restrições.

## Rodadas de qualificação

### Rodada preliminar
Participam um total de 16 equipes na fase preliminar.
O sorteio dessa fase foi realizado no dia 9 de agosto de 2020. As partidas serão disputadas nos dias 18 e 20 de agosto de 2020.
| Equipe 1         | Resultado   | Equipe 2          |
| ---------------- | ----------- | ----------------- |
| Tre Penne        | 1–3         | Gjilani           |
| Lincoln Red Imps | 3–0         | Prishtina         |
| FC Santa Coloma  | 0–0 (3–4 p) | Iskra Danilovgrad |
| Engordany        | 1–3         | Zeta              |
| Glentoran        | 1–0         | HB Tórshavn       |
| St Joseph's      | 1–2         | B36 Tórshavn      |
| Coleraine        | 1–0         | La Fiorita        |
| NSÍ Runavík      | 5–1         | Barry Town        |

### Primeira pré-eliminatória
Participaram um total de 94 equipes na primeira pré-eliminatória: 86 equipes que entraram nesta fase e os 8 vencedores da rodada preliminar.
O sorteio dessa fase foi realizado no dia 10 de agosto de 2020. As partidas foram disputadas nos dias 25, 26 e 27 de agosto de 2020.
| Equipe 1            | Resultado     | Equipe 2              |
| ------------------- | ------------- | --------------------- |
| Maribor             | 1–1 (4–5 p)   | Coleraine             |
| Olimpija Ljubljana  | 2–1 (pro)     | Víkingur Reykjavík    |
| B36 Tórshavn        | 4–3 (pro)     | Levadia Tallinn       |
| Riteriai            | 3–2 (pro)     | Derry City            |
| Žalgiris Vilnius    | 2–0           | Paide Linnameeskond   |
| Honvéd              | 2–1 (pro)     | Inter Turku           |
| Zrinjski Mostar     | 3–0           | Déifferdeng 03        |
| Valletta            | 0–1           | Bala Town             |
| Lincoln Red Imps    | 2–0           | Union Titus Pétange   |
| Rosenborg           | 4–2           | Breiðablik            |
| Aberdeen            | 6–0           | NSÍ Runavík           |
| Motherwell          | 5–1           | Glentoran             |
| Hammarby            | 3–0           | Puskás Akadémia       |
| Malmö               | 2–0           | Cracovia              |
| Kukësi              | 2–1           | Slavia Sofia          |
| Ventspils           | 2–1           | Dinamo-Auto           |
| Shakhtyor Salihorsk | 0–0 (1–4 p)   | Sfântul Gheorghe      |
| Dinamo Minsk        | 0–2           | Piast Gliwicki        |
| Aarhus              | 5–2           | Honka                 |
| Shamrock Rovers     | 2–2 (12–11 p) | Ilves                 |
| FH                  | 0–2           | DAC Dunajská Streda   |
| The New Saints      | 3–1 (pro)     | Žilina                |
| Vaduz               | 0–2           | Hibernians            |
| Servette            | 3–0           | Ružomberok            |
| Neftçi              | 2–1           | Shkupi                |
| Keşlə               | 0–0 (4–5 p)   | Laçi                  |
| Hapoel Be'er Sheva  | 3–0           | Dinamo Batumi         |
| Nõmme Kalju         | 0–4           | Mura                  |
| Bodø/Glimt          | 6–1           | Kauno Žalgiris        |
| Fehérvár            | 1–1 (4–2 p)   | Bohemian              |
| Apollon Limassol    | 5–1           | Saburtalo Tbilisi     |
| Maccabi Haifa       | 3–1           | Željezničar           |
| Alashkert           | 0–1           | Renova                |
| Partizan            | 1–0           | RFS                   |
| Lech Poznań         | 3–0           | Valmieras             |
| Ordabasy            | 1–2           | FC Botoșani           |
| Steaua București    | 3–0           | Shirak                |
| Progrès Niederkorn  | 3–0           | Zeta                  |
| CSKA Sófia          | 2–1           | Sirens                |
| Petrocub Hîncești   | 0–2           | Bačka Topola          |
| Sumqayıt            | 0–2           | Shkëndija             |
| Kairat              | 4–1           | Noah                  |
| Locomotive Tbilisi  | 2–1           | Universitatea Craiova |
| Teuta               | 2–0           | Beitar Jerusalem      |
| Borac Banja Luka    | 1–0           | Sutjeska Nikšić       |
| Iskra Danilovgrad   | 0–1           | Lokomotiv Plovdiv     |
| Gjilani             | 0–2 (pro)     | APOEL                 |

### Segunda pré-eliminatória
Participaram um total de 92 equipes na segunda pré-eliminatória.
- Caminho dos Campeões: Os 17 perdedores da primeira pré-eliminatória da Liga dos Campeões de 2020–21 e os três perdedores da rodada preliminar da Liga dos Campeões de 2020–21.
- Caminho da Liga: 25 equipes que entram nesta rodada e os 47 vencedores da primeira pré-eliminatória.

O sorteio dessa fase foi realizado no dia 31 de agosto de 2020. As partidas foram disputadas em 17 de setembro de 2020.
Caminho dos Campeões
| Equipe 1              | Resultado   | Equipe 2            |
| --------------------- | ----------- | ------------------- |
| Inter Club d'Escaldes | 0–1         | Dundalk             |
| KuPS                  | 1–1 (4–3 p) | Slovan Bratislava   |
| Linfield              | 0–1         | Floriana            |
| Riga                  | 1–0         | Tre Fiori           |
| Djurgårdens           | 2–1         | Europa              |
| Flora Tallinn         | 2–1         | KR                  |
| Sileks                | 0–2         | Drita               |
| Astana                | 0–1         | Budućnost Podgorica |
| Ararat-Armenia        | 4–3 (pro)   | Fola Esch           |
| Connah's Quay Nomads  | 0–1         | Dinamo Tbilisi      |

Caminho da Liga
| Equipe 1            | Resultado   | Equipe 2           |
| ------------------- | ----------- | ------------------ |
| Hammarby            | 0–3         | Lech Poznań        |
| Kaisar              | 1–4         | APOEL              |
| Mura                | 3–0         | Aarhus             |
| Maccabi Haifa       | 2–1         | Kairat             |
| Locomotive Tbilisi  | 2–1         | Dínamo de Moscou   |
| Neftçi              | 1–3         | Galatasaray        |
| B36 Tórshavn        | 2–2 (5–4 p) | The New Saints     |
| Coleraine           | 2–2 (0–3 p) | Motherwell         |
| Göteborg            | 1–2         | Copenhague         |
| Bačka Topola        | 6–6 (4–5 p) | Steaua București   |
| Teuta               | 0–4         | Granada            |
| OFI                 | 0–1         | Apollon Limassol   |
| Progrès Niederkorn  | 0–5         | Willem II          |
| Viking              | 0–2         | Aberdeen           |
| Standard de Liège   | 2–0         | Bala Town          |
| Sfântul Gheorghe    | 0–1 (pro)   | Partizan           |
| CSKA Sófia          | 2–0         | BATE Borisov       |
| FC Botoșani         | 0–1         | Shkëndija          |
| Lokomotiv Plovdiv   | 1–2         | Tottenham          |
| Laçi                | 1–2         | Hapoel Be'er Sheva |
| Aris                | 1–2         | Kolos Kovalivka    |
| Honvéd              | 0–2         | Malmö              |
| Ventspils           | 1–5         | Rosenborg          |
| Riteriai            | 1–5         | Slovan Liberec     |
| Lincoln Red Imps    | 0–5         | Rangers            |
| Servette            | 0–1         | Reims              |
| Borac Banja Luka    | 0–2         | Rio Ave            |
| Renova              | 0–1         | Hajduk Split       |
| Olimpija Ljubljana  | 2–3 (pro)   | Zrinjski Mostar    |
| Kukësi              | 0–4         | Wolfsburg          |
| DAC Dunajská Streda | 5–3 (pro)   | Jablonec           |
| Piast Gliwicki      | 3–2         | Hartberg           |
| Osijek              | 1–2         | Basel              |
| Shamrock Rovers     | 0–2         | Milan              |
| Hibernians          | 0–1         | Fehérvár           |
| Bodø/Glimt          | 3–1         | Žalgiris Vilnius   |

### Terceira pré-eliminatória
Participaram um total de 70 equipes na terceira pré-eliminatória.
- Caminho dos Campeões (20 equipes): 3 perdedores da rodada preliminar da Liga dos Campeões da UEFA de 2020–21 e 17 perdedores da primeira pré-eliminatória da Liga dos Campeões da UEFA de 2020–21.
- Caminho da Liga (72 equipes): 25 equipes que entraram nesta fase e 47 vencedores da primeira pré-eliminatória da Liga Europa.

O sorteio dessa fase foi realizado no dia 01 de setembro de 2020. As partidas foram disputadas em 24 de setembro de 2020.
Caminho dos Campeões
| Equipe 1         | Resultado   | Equipe 2            |
| ---------------- | ----------- | ------------------- |
| Sarajevo         | 2–1         | Budućnost Podgorica |
| Sheriff Tiraspol | 1–1 (3–5 p) | Dundalk             |
| Ararat-Armenia   | 1–0 (pro)   | Celje               |
| Riga             | 0–1         | Celtic              |
| KuPS             | 2–0         | Sūduva              |
| Légia Varsóvia   | 2–0         | Drita               |
| KÍ               | 6–1         | Dinamo Tbilisi      |
| Djurgårdens      | 0–1         | Cluj                |
| Floriana         | 0–0 (2–4 p) | Flora Tallinn       |

Caminho da Liga
| Equipe 1           | Resultado   | Equipe 2             |
| ------------------ | ----------- | -------------------- |
| Mura               | 1–5         | PSV                  |
| Malmö              | 5–0         | Lokomotiva           |
| Sporting           | 1–0         | Aberdeen             |
| Charleroi          | 2–1 (pro)   | Partizan             |
| Rosenborg          | 1–0         | Alanyaspor           |
| Wolfsburg          | 2–0         | Desna Chernihiv      |
| Fehérvár           | 0–0 (4–1 p) | Reims                |
| Granada            | 2–0         | Locomotive Tbilisi   |
| Rijeka             | 2–0 (pro)   | Kolos Kovalivka      |
| St. Gallen         | 0–1         | AEK Atenas           |
| LASK               | 7–0         | DAC Dunajská Streda  |
| Milan              | 3–2         | Bodø/Glimt           |
| Shkëndija          | 1–3         | Tottenham            |
| Standard de Liège  | 2–1 (pro)   | Vojvodina            |
| Rostov             | 1–2         | Maccabi Haifa        |
| Willem II          | 0–4         | Rangers              |
| Apollon Limassol   | 0–5         | Lech Poznań          |
| Beşiktaş           | 1–1 (2–4 p) | Rio Ave              |
| Steaua București   | 0–2         | Slovan Liberec       |
| Hapoel Be'er Sheva | 3–0         | Motherwell           |
| Copenhague         | 3–0         | Piast Gliwicki       |
| Basel              | 3–2         | Αnorthosis Famagusta |
| Galatasaray        | 2–0         | Hajduk Split         |
| Viktoria Plzeň     | 3–0         | SønderjyskE          |
| APOEL              | 2–2 (4–2 p) | Zrinjski Mostar      |
| CSKA Sófia         | 3–0         | B36 Tórshavn         |

### Rodada de play-off
Um total de 42 equipes disputaram a rodada de play-off da Liga Europa. As equipes foram divididas em dois grupos:
- Caminho dos Campeões (16 equipes): 2 dos 10 perdedores da segunda pré-eliminatória da Liga dos Campeões da UEFA de 2020–21 (Caminho dos Campeões), 5 perdedores da terceira pré-eliminatória da Liga dos Campeões da UEFA de 2020–21 (Caminho dos Campeões) e 9 vencedores da terceira pré-eliminatória da Liga Europa (Caminho dos Campeões).
- Caminho da Liga (26 equipes): 26 vencedores da terceira pré-eliminatória da Liga Europa (Caminho da Liga).

O sorteio da rodada de play-off da Liga Europa de 2020–21 foi realizado no dia 18 de setembro de 2020, às 14:00 (CEST) e as partidas foram disputadas no dia 01/10/2020.
Caminho dos Campeões
| Equipe 1       | Resultado | Equipe 2           |
| -------------- | --------- | ------------------ |
| Young Boys     | 3–0       | Tirana             |
| Dinamo Zagreb  | 3–1       | Flora Tallinn      |
| Cluj           | 3–1       | KuPS               |
| Ararat-Armenia | 1–2       | Estrela Vermelha   |
| Dinamo Brest   | 0–2       | Ludogorets Razgrad |
| Sarajevo       | 0–1       | Celtic             |
| Légia Varsóvia | 0–3       | Qarabağ            |
| Dundalk        | 3–1       | KÍ                 |

Caminho da Liga
| Equipe 1           | Resultado   | Equipe 2       |
| ------------------ | ----------- | -------------- |
| Hapoel Be'er Sheva | 1–0         | Viktoria Plzeň |
| Basel              | 1–3         | CSKA Sófia     |
| Rio Ave            | 2–2 (8–9 p) | Milan          |
| Rosenborg          | 0–2         | PSV            |
| Sporting           | 1–4         | LASK           |
| Copenhague         | 0–1         | Rijeka         |
| AEK Atenas         | 2–1         | Wolfsburg      |
| Charleroi          | 1–2         | Lech Poznań    |
| Malmö              | 1–3         | Granada        |
| Tottenham          | 7–2         | Maccabi Haifa  |
| Slovan Liberec     | 1–0         | APOEL          |
| Standard de Liège  | 3–1         | Fehérvár       |
| Rangers            | 2–1         | Galatasaray    |

## Fase de grupos
Ver artigo principal: Liga Europa da UEFA de 2020–21 – Fase de Grupos
Um total de 48 equipes jogam na fase de grupos: 18 equipes que entram nesta fase, os 21 vencedores da rodada play-off, os seis perdedores dos play-offs da Liga dos Campeões da UEFA de 2020–21 e os três perdedores do caminho da Liga na Terceira pré-eliminatória da Liga dos Campeões da UEFA de 2020–21.
Em cada grupo, as equipes jogam entre si, em casa ou fora. Os jogos são dias 22 de outubro, 29 de outubro, 5 de novembro, 26 de novembro, 3 de dezembro e 10 de dezembro de 2020. Os vencedores e os segundos colocados dos grupos se classificam para a fase de 16-avos, onde eles se juntarão aos oito terceiros colocados da fase de grupos da Liga dos Campeões da UEFA de 2020–21.

### Sorteio
O sorteio para a fase de grupos foi realizado em Nyon, em 2 de outubro de 2020. As 48 equipes foram colocadas em quatro potes com base em seus coeficientes. Foram distribuídos em doze grupos de quatro, com a restrição que as equipes do mesmo país não podem se enfrentar nessa fase.
| Pote 1           | Coef.  |
| ---------------- | ------ |
| Arsenal          | 91.000 |
| Tottenham        | 85.000 |
| Roma             | 80.000 |
| Napoli           | 77.000 |
| Benfica          | 70.000 |
| Bayer Leverkusen | 61.000 |
| Villarreal       | 56.000 |
| CSKA Moscou      | 44.000 |
| Braga            | 41.000 |
| Gent             | 39.500 |
| PSV Eindhoven    | 37.000 |
| Celtic           | 34.000 |

| Pote 2            | Coef.  |
| ----------------- | ------ |
| Dínamo Zagreb     | 33.500 |
| Sparta Praga      | 30.500 |
| Slavia Praha      | 27.500 |
| Ludogorets        | 26.000 |
| Young Boys        | 25.500 |
| Estrela Vermelha  | 22.750 |
| Rapid Viena       | 22.000 |
| Leicester         | 22.000 |
| Qarabağ           | 21.000 |
| PAOK              | 21.000 |
| Standard de Liège | 20.500 |
| Real Sociedad     | 20.456 |

| Pote 3             | Coef.  |
| ------------------ | ------ |
| Granada            | 20.456 |
| Milan              | 19.000 |
| AZ Alkmaar         | 18.500 |
| Feyenoord          | 17.000 |
| AEK Atenas         | 16.500 |
| Maccabi Tel Aviv   | 16.500 |
| Rangers            | 16.250 |
| Molde              | 15.000 |
| Hoffenheim         | 14.956 |
| LASK               | 14.000 |
| Hapoel Be'er Sheva | 14.000 |
| Cluj               | 12.500 |

| Pote 4         | Coef.  |
| -------------- | ------ |
| Zorya Luhansk  | 12.500 |
| Lille          | 11.849 |
| Nice           | 11.849 |
| Rijeka         | 11.000 |
| Dundalk        | 8.500  |
| Slovan Liberec | 8.000  |
| Antwerp        | 7.580  |
| Lech Poznań    | 7.000  |
| Sivasspor      | 6.750  |
| Wolfsberger    | 6.585  |
| Omonia         | 5.350  |
| CSKA Sófia     | 3.475  |

## Grupos
| Legenda                                 |
| Equipes classificadas para a fase final |
| Equipes eliminadas                      |

#### Grupo A
| Pos | Equipe     | Pts | J | V | E | D | GP | GC | SG | Classificado                     |  | ROM | YB  | CLJ | CSS |
| --- | ---------- | --- | - | - | - | - | -- | -- | -- | -------------------------------- |  | --- | --- | --- | --- |
| 1   | Roma       | 13  | 6 | 4 | 1 | 1 | 13 | 5  | +8 | Classificado às oitavas de final |  | —   | 3–1 | 5–0 | 0–0 |
| 2   | Young Boys | 10  | 6 | 3 | 1 | 2 | 9  | 7  | +2 | Classificado às oitavas de final |  | 1–2 | —   | 2–1 | 3–0 |
| 3   | Cluj       | 5   | 6 | 1 | 2 | 3 | 4  | 10 | −6 | Eliminado                        |  | 0–2 | 1–1 | —   | 0–0 |
| 4   | CSKA Sófia | 5   | 6 | 1 | 2 | 3 | 3  | 7  | −4 | Eliminado                        |  | 3–1 | 0–1 | 0–2 | —   |

1. 1 2  Pontos de confronto direto: CFR Cluj 4, CSKA Sofia 1.

#### Grupo B
| Pos | Equipe     | Pts | J | V | E | D | GP | GC | SG  | Classificado                     |  | ARS | MOL | RW  | DUN |
| --- | ---------- | --- | - | - | - | - | -- | -- | --- | -------------------------------- |  | --- | --- | --- | --- |
| 1   | Arsenal    | 18  | 6 | 6 | 0 | 0 | 20 | 5  | +15 | Classificado às oitavas de final |  | —   | 4–1 | 4–1 | 3–0 |
| 2   | Molde      | 10  | 6 | 3 | 1 | 2 | 9  | 11 | −2  | Classificado às oitavas de final |  | 0–3 | —   | 1–0 | 3–1 |
| 3   | Rapid Wien | 7   | 6 | 2 | 1 | 3 | 11 | 13 | −2  | Eliminado                        |  | 1–2 | 2–2 | —   | 4–3 |
| 4   | Dundalk    | 0   | 6 | 0 | 0 | 6 | 8  | 19 | −11 | Eliminado                        |  | 2–4 | 1–2 | 1–3 | —   |

#### Grupo C
| Pos | Equipe             | Pts | J | V | E | D | GP | GC | SG  | Classificado                     |  | LEV | SLP | HBS | NCE |
| --- | ------------------ | --- | - | - | - | - | -- | -- | --- | -------------------------------- |  | --- | --- | --- | --- |
| 1   | Bayer Leverkusen   | 15  | 6 | 5 | 0 | 1 | 21 | 8  | +13 | Classificado às oitavas de final |  | —   | 4–0 | 4–1 | 6–2 |
| 2   | Slavia Praha       | 12  | 6 | 4 | 0 | 2 | 11 | 10 | +1  | Classificado às oitavas de final |  | 1–0 | —   | 3–0 | 3–2 |
| 3   | Hapoel Be'er Sheva | 6   | 6 | 2 | 0 | 4 | 7  | 13 | −6  | Eliminado                        |  | 2–4 | 3–1 | —   | 1–0 |
| 4   | Nice               | 3   | 6 | 1 | 0 | 5 | 8  | 16 | −8  | Eliminado                        |  | 2–3 | 1–3 | 1–0 | —   |

#### Grupo D
| Pos | Equipe            | Pts | J | V | E | D | GP | GC | SG | Classificado                     |  | RAN | BEN | STL | LCH |
| --- | ----------------- | --- | - | - | - | - | -- | -- | -- | -------------------------------- |  | --- | --- | --- | --- |
| 1   | Rangers           | 14  | 6 | 4 | 2 | 0 | 13 | 7  | +6 | Classificado às oitavas de final |  | —   | 2–2 | 3–2 | 1–0 |
| 2   | Benfica           | 12  | 6 | 3 | 3 | 0 | 18 | 9  | +9 | Classificado às oitavas de final |  | 3–3 | —   | 3–0 | 4–0 |
| 3   | Standard de Liège | 4   | 6 | 1 | 1 | 4 | 7  | 14 | −7 | Eliminado                        |  | 0–2 | 2–2 | —   | 2–1 |
| 4   | Lech Poznań       | 3   | 6 | 1 | 0 | 5 | 6  | 14 | −8 | Eliminado                        |  | 0–2 | 2–4 | 3–1 | —   |

#### Grupo E
| Pos | Equipe        | Pts | J | V | E | D | GP | GC | SG | Classificado                     |  | PSV | GRA | PAOK | OMO |
| --- | ------------- | --- | - | - | - | - | -- | -- | -- | -------------------------------- |  | --- | --- | ---- | --- |
| 1   | PSV Eindhoven | 12  | 6 | 4 | 0 | 2 | 12 | 9  | +3 | Classificado às oitavas de final |  | —   | 1–2 | 3–2  | 4–0 |
| 2   | Granada       | 11  | 6 | 3 | 2 | 1 | 6  | 3  | +3 | Classificado às oitavas de final |  | 0–1 | —   | 0–0  | 2–1 |
| 3   | PAOK          | 6   | 6 | 1 | 3 | 2 | 8  | 7  | +1 | Eliminado                        |  | 4–1 | 0–0 | —    | 1–1 |
| 4   | Omonia        | 4   | 6 | 1 | 1 | 4 | 5  | 12 | −7 | Eliminado                        |  | 1–2 | 0–2 | 2–1  | —   |

#### Grupo F
| Pos | Equipe        | Pts | J | V | E | D | GP | GC | SG | Classificado                     |  | NAP | RSO | AZ  | RJK |
| --- | ------------- | --- | - | - | - | - | -- | -- | -- | -------------------------------- |  | --- | --- | --- | --- |
| 1   | Napoli        | 11  | 6 | 3 | 2 | 1 | 7  | 4  | +3 | Classificado às oitavas de final |  | —   | 1–1 | 0–1 | 2–0 |
| 2   | Real Sociedad | 9   | 6 | 2 | 3 | 1 | 5  | 4  | +1 | Classificado às oitavas de final |  | 0–1 | —   | 1–0 | 2–2 |
| 3   | AZ Alkmaar    | 8   | 6 | 2 | 2 | 2 | 7  | 5  | +2 | Eliminado                        |  | 1–1 | 0–0 | —   | 4–1 |
| 4   | Rijeka        | 4   | 6 | 1 | 1 | 4 | 6  | 12 | −6 | Eliminado                        |  | 1–2 | 0–1 | 2–1 | —   |

#### Grupo G
| Pos | Equipe        | Pts | J | V | E | D | GP | GC | SG | Classificado                     |  | LEI | BRA | ZOR | AEK |
| --- | ------------- | --- | - | - | - | - | -- | -- | -- | -------------------------------- |  | --- | --- | --- | --- |
| 1   | Leicester     | 13  | 6 | 4 | 1 | 1 | 14 | 5  | +9 | Classificado às oitavas de final |  | —   | 4–0 | 3–0 | 2–0 |
| 2   | Braga         | 13  | 6 | 4 | 1 | 1 | 14 | 10 | +4 | Classificado às oitavas de final |  | 3–3 | —   | 2–0 | 3–0 |
| 3   | Zorya Luhansk | 6   | 6 | 2 | 0 | 4 | 6  | 11 | −5 | Eliminado                        |  | 1–0 | 1–2 | —   | 1–4 |
| 4   | AEK Atenas    | 3   | 6 | 1 | 0 | 5 | 7  | 15 | −8 | Eliminado                        |  | 1–2 | 2–4 | 0–3 | —   |

1. 1 2  Pontos de confronto direto: Leicester City 4, Braga 1.

#### Grupo H
| Pos | Equipe       | Pts | J | V | E | D | GP | GC | SG | Classificado                     |  | MIL | LOSC | SPP | CEL |
| --- | ------------ | --- | - | - | - | - | -- | -- | -- | -------------------------------- |  | --- | ---- | --- | --- |
| 1   | Milan        | 13  | 6 | 4 | 1 | 1 | 12 | 7  | +5 | Classificado às oitavas de final |  | —   | 0–3  | 3–0 | 4–2 |
| 2   | Lille        | 11  | 6 | 3 | 2 | 1 | 14 | 8  | +6 | Classificado às oitavas de final |  | 1–1 | —    | 2–1 | 2–2 |
| 3   | Sparta Praga | 6   | 6 | 2 | 0 | 4 | 10 | 12 | −2 | Eliminado                        |  | 0–1 | 1–4  | —   | 4–1 |
| 4   | Celtic       | 4   | 6 | 1 | 1 | 4 | 10 | 19 | −9 | Eliminado                        |  | 1–3 | 3–2  | 1–4 | —   |

#### Grupo I
| Pos | Equipe           | Pts | J | V | E | D | GP | GC | SG  | Classificado                     |  | VIL | MTA | SIV | QRB |
| --- | ---------------- | --- | - | - | - | - | -- | -- | --- | -------------------------------- |  | --- | --- | --- | --- |
| 1   | Villarreal       | 16  | 6 | 5 | 1 | 0 | 17 | 5  | +12 | Classificado às oitavas de final |  | —   | 4–0 | 5–3 | 3–0 |
| 2   | Maccabi Tel Aviv | 11  | 6 | 3 | 2 | 1 | 6  | 7  | −1  | Classificado às oitavas de final |  | 1–1 | —   | 1–0 | 1–0 |
| 3   | Sivasspor        | 6   | 6 | 2 | 0 | 4 | 9  | 11 | −2  | Eliminado                        |  | 0–1 | 1–2 | —   | 2–0 |
| 4   | Qarabağ          | 1   | 6 | 0 | 1 | 5 | 4  | 13 | −9  | Eliminado                        |  | 1–3 | 1–1 | 2–3 | —   |

1. ↑  A partida Villarreal x Qarabağ foi considerada uma vitória por 3 a 0 para o Villarreal após ter sido cancelada porque vários jogadores do time do Qarabağ testaram positivo para o SARS-CoV-2.

#### Grupo J
| Pos | Equipe     | Pts | J | V | E | D | GP | GC | SG  | Classificado                     |  | TOT | ANT | LASK | LUD |
| --- | ---------- | --- | - | - | - | - | -- | -- | --- | -------------------------------- |  | --- | --- | ---- | --- |
| 1   | Tottenham  | 13  | 6 | 4 | 1 | 1 | 15 | 5  | +10 | Classificado às oitavas de final |  | —   | 2–0 | 3–0  | 4–0 |
| 2   | Antwerp    | 12  | 6 | 4 | 0 | 2 | 8  | 5  | +3  | Classificado às oitavas de final |  | 1–0 | —   | 0–1  | 3–1 |
| 3   | LASK       | 10  | 6 | 3 | 1 | 2 | 11 | 12 | −1  | Eliminado                        |  | 3–3 | 0–2 | —    | 4–3 |
| 4   | Ludogorets | 0   | 6 | 0 | 0 | 6 | 7  | 19 | −12 | Eliminado                        |  | 1–3 | 1–2 | 1–3  | —   |

#### Grupo K
| Pos | Equipe        | Pts | J | V | E | D | GP | GC | SG | Classificado                     |  | DZG | WAC | FEY | CSM |
| --- | ------------- | --- | - | - | - | - | -- | -- | -- | -------------------------------- |  | --- | --- | --- | --- |
| 1   | Dínamo Zagreb | 14  | 6 | 4 | 2 | 0 | 9  | 1  | +8 | Classificado às oitavas de final |  | —   | 1–0 | 0–0 | 3–1 |
| 2   | Wolfsberger   | 10  | 6 | 3 | 1 | 2 | 7  | 6  | +1 | Classificado às oitavas de final |  | 0–3 | —   | 1–0 | 1–1 |
| 3   | Feyenoord     | 5   | 6 | 1 | 2 | 3 | 4  | 8  | −4 | Eliminado                        |  | 0–2 | 1–4 | —   | 3–1 |
| 4   | CSKA Moscou   | 3   | 6 | 0 | 3 | 3 | 3  | 8  | −5 | Eliminado                        |  | 0–0 | 0–1 | 0–0 | —   |

#### Grupo L
| Pos | Equipe           | Pts | J | V | E | D | GP | GC | SG  | Classificado                     |  | HOF | ZVE | LIB | GNT |
| --- | ---------------- | --- | - | - | - | - | -- | -- | --- | -------------------------------- |  | --- | --- | --- | --- |
| 1   | Hoffenheim       | 16  | 6 | 5 | 1 | 0 | 17 | 2  | +15 | Classificado às oitavas de final |  | —   | 2–0 | 5–0 | 4–1 |
| 2   | Estrela Vermelha | 11  | 6 | 3 | 2 | 1 | 9  | 4  | +5  | Classificado às oitavas de final |  | 0–0 | —   | 5–1 | 2–1 |
| 3   | Slovan Liberec   | 7   | 6 | 2 | 1 | 3 | 4  | 13 | −9  | Eliminado                        |  | 0–2 | 0–0 | —   | 1–0 |
| 4   | Gent             | 0   | 6 | 0 | 0 | 6 | 4  | 15 | −11 | Eliminado                        |  | 1–4 | 0–2 | 1–2 | —   |

## Fase final

### Equipes Classificadas
Nas fases finais, as equipes classificadas jogam em partidas eliminatórias de ida e volta, exceto no jogo final.

#### Fase de grupos da Liga Europa
| Grupo | Líderes de grupo | Vice-líderes de grupo |
| ----- | ---------------- | --------------------- |
| A     | Roma             | Young Boys            |
| B     | Arsenal          | Molde                 |
| C     | Bayer Leverkusen | Slavia Praha          |
| D     | Rangers          | Benfica               |
| E     | PSV Eindhoven    | Granada               |
| F     | Napoli           | Real Sociedad         |
| G     | Leicester        | Braga                 |
| H     | Milan            | Lille                 |
| I     | Villarreal       | Maccabi Tel Aviv      |
| J     | Tottenham        | Antwerp               |
| K     | Dínamo Zagreb    | Wolfsberger           |
| L     | Hoffenheim       | Estrela Vermelha      |

#### Fase de grupos da Liga dos Campeões
| Grupo | Equipa            | Pts | J | V | E | D | GM | GS | DG |
| ----- | ----------------- | --- | - | - | - | - | -- | -- | -- |
| H     | Manchester United | 9   | 6 | 3 | 0 | 3 | 15 | 10 | +5 |
| F     | Brugge            | 8   | 6 | 2 | 2 | 2 | 8  | 10 | –2 |
| B     | Shakhtar Donetsk  | 8   | 6 | 2 | 2 | 2 | 5  | 12 | –7 |
| D     | Ajax              | 7   | 6 | 2 | 1 | 3 | 7  | 7  | 0  |
| E     | Krasnodar         | 5   | 6 | 1 | 2 | 3 | 6  | 11 | –5 |
| A     | Red Bull Salzburg | 4   | 6 | 1 | 1 | 4 | 10 | 17 | –7 |
| G     | Dínamo de Kiev    | 4   | 6 | 1 | 1 | 4 | 4  | 13 | –9 |
| C     | Olympiacos        | 3   | 6 | 1 | 0 | 5 | 2  | 10 | –8 |

### Esquema
| Dezesseis-avos de final | Dezesseis-avos de final | Dezesseis-avos de final | Dezesseis-avos de final |  |                  | Oitavas de final  | Oitavas de final | Oitavas de final | Oitavas de final |  |  | Quartas de final  | Quartas de final | Quartas de final | Quartas de final |  |  | Semifinal         | Semifinal | Semifinal | Semifinal |  |  | Final             | Final |
|                         |                         |                         |                         |  |                  |                   |                  |                  |                  |  |  |                   |                  |                  |                  |  |  |                   |           |           |           |  |  |                   |       |
| Granada                 | 2                       | 1                       | 3                       |  |                  |                   |                  |                  |                  |  |  |                   |                  |                  |                  |  |  |                   |           |           |           |  |  |                   |       |
| Napoli                  | 0                       | 2                       | 2                       |  |                  | Granada           | 2                | 1                | 3                |  |  |                   |                  |                  |                  |  |  |                   |           |           |           |  |  |                   |       |
| Molde                   | 3                       | 2                       | 5                       |  | Molde            | 0                 | 2                | 2                |                  |  |  |                   |                  |                  |                  |  |  |                   |           |           |           |  |  |                   |       |
| Hoffenheim              | 3                       | 0                       | 3                       |  |                  |                   |                  |                  |                  |  |  | Granada           | 0                | 0                | 0                |  |  |                   |           |           |           |  |  |                   |       |
| Real Sociedad           | 0                       | 0                       | 0                       |  |                  |                   |                  |                  |                  |  |  | Manchester United | 2                | 2                | 4                |  |  |                   |           |           |           |  |  |                   |       |
| Manchester United       | 4                       | 0                       | 4                       |  |                  | Manchester United | 1                | 1                | 2                |  |  |                   |                  |                  |                  |  |  |                   |           |           |           |  |  |                   |       |
| Estrela Vermelha        | 2                       | 1                       | 3                       |  | Milan            | 1                 | 0                | 1                |                  |  |  |                   |                  |                  |                  |  |  |                   |           |           |           |  |  |                   |       |
| Milan                   | 2                       | 1                       | 3                       |  |                  |                   |                  |                  |                  |  |  |                   |                  |                  |                  |  |  | Manchester United | 6         | 2         | 8         |  |  |                   |       |
| Lille                   | 1                       | 1                       | 2                       |  |                  |                   |                  |                  |                  |  |  |                   |                  |                  |                  |  |  | Roma              | 2         | 3         | 5         |  |  |                   |       |
| Ajax                    | 2                       | 2                       | 4                       |  |                  | Ajax              | 3                | 2                | 5                |  |  |                   |                  |                  |                  |  |  |                   |           |           |           |  |  |                   |       |
| Young Boys              | 4                       | 2                       | 6                       |  | Young Boys       | 0                 | 0                | 0                |                  |  |  |                   |                  |                  |                  |  |  |                   |           |           |           |  |  |                   |       |
| Bayer Leverkusen        | 3                       | 0                       | 3                       |  |                  |                   |                  |                  |                  |  |  | Ajax              | 1                | 1                | 2                |  |  |                   |           |           |           |  |  |                   |       |
| Braga                   | 0                       | 1                       | 1                       |  |                  |                   |                  |                  |                  |  |  | Roma              | 2                | 1                | 3                |  |  |                   |           |           |           |  |  |                   |       |
| Roma                    | 2                       | 3                       | 5                       |  |                  | Roma              | 3                | 2                | 5                |  |  |                   |                  |                  |                  |  |  |                   |           |           |           |  |  |                   |       |
| Maccabi Tel Aviv        | 0                       | 0                       | 0                       |  | Shakhtar Donetsk | 0                 | 1                | 1                |                  |  |  |                   |                  |                  |                  |  |  |                   |           |           |           |  |  |                   |       |
| Shakhtar Donetsk        | 2                       | 1                       | 3                       |  |                  |                   |                  |                  |                  |  |  |                   |                  |                  |                  |  |  |                   |           |           |           |  |  | Manchester United | 1(10) |
| Wolfsberger             | 1                       | 0                       | 1                       |  |                  |                   |                  |                  |                  |  |  |                   |                  |                  |                  |  |  |                   |           |           |           |  |  | Villarreal        | 1(11) |
| Tottenham               | 4                       | 4                       | 8                       |  |                  | Tottenham         | 2                | 0                | 2                |  |  |                   |                  |                  |                  |  |  |                   |           |           |           |  |  |                   |       |
| Krasnodar               | 2                       | 0                       | 2                       |  | Dínamo Zagreb    | 0                 | 3                | 3                |                  |  |  |                   |                  |                  |                  |  |  |                   |           |           |           |  |  |                   |       |
| Dínamo Zagreb           | 3                       | 1                       | 4                       |  |                  |                   |                  |                  |                  |  |  | Dínamo Zagreb     | 0                | 1                | 1                |  |  |                   |           |           |           |  |  |                   |       |
| Dínamo de Kiev          | 1                       | 1                       | 2                       |  |                  |                   |                  |                  |                  |  |  | Villarreal        | 1                | 2                | 3                |  |  |                   |           |           |           |  |  |                   |       |
| Brugge                  | 1                       | 0                       | 1                       |  |                  | Dínamo de Kiev    | 0                | 0                | 0                |  |  |                   |                  |                  |                  |  |  |                   |           |           |           |  |  |                   |       |
| Red Bull Salzburg       | 0                       | 1                       | 1                       |  | Villarreal       | 2                 | 2                | 4                |                  |  |  |                   |                  |                  |                  |  |  |                   |           |           |           |  |  |                   |       |
| Villarreal              | 2                       | 2                       | 4                       |  |                  |                   |                  |                  |                  |  |  |                   |                  |                  |                  |  |  | Villarreal        | 2         | 0         | 2         |  |  |                   |       |
| Olympiacos              | 4                       | 1                       | 5                       |  |                  |                   |                  |                  |                  |  |  |                   |                  |                  |                  |  |  | Arsenal           | 1         | 0         | 1         |  |  |                   |       |
| PSV Eindhoven           | 2                       | 2                       | 4                       |  |                  | Olympiacos        | 1                | 1                | 2                |  |  |                   |                  |                  |                  |  |  |                   |           |           |           |  |  |                   |       |
| Benfica                 | 1                       | 2                       | 3                       |  | Arsenal          | 3                 | 0                | 3                |                  |  |  |                   |                  |                  |                  |  |  |                   |           |           |           |  |  |                   |       |
| Arsenal                 | 1                       | 3                       | 4                       |  |                  |                   |                  |                  |                  |  |  | Arsenal           | 1                | 4                | 5                |  |  |                   |           |           |           |  |  |                   |       |
| Slavia Praha            | 0                       | 2                       | 2                       |  |                  |                   |                  |                  |                  |  |  | Slavia Praha      | 1                | 0                | 1                |  |  |                   |           |           |           |  |  |                   |       |
| Leicester               | 0                       | 0                       | 0                       |  |                  | Slavia Praha      | 1                | 2                | 3                |  |  |                   |                  |                  |                  |  |  |                   |           |           |           |  |  |                   |       |
| Antwerp                 | 3                       | 2                       | 5                       |  | Rangers          | 1                 | 0                | 1                |                  |  |  |                   |                  |                  |                  |  |  |                   |           |           |           |  |  |                   |       |
| Rangers                 | 4                       | 5                       | 9                       |  |                  |                   |                  |                  |                  |  |  |                   |                  |                  |                  |  |  |                   |           |           |           |  |  |                   |       |

Nota: O esquema usado acima é usado somente para uma visualização melhor dos confrontos. Todos os confrontos desta fase são sorteados e não seguem a ordem mostrada.

### Fase de 16 avos
O sorteio foi realizado no dia 14 de dezembro de 2020. As partidas de ida serão realizadas no dia 18 de fevereiro e as partidas de volta no dia 25 de Fevereiro de 2021.
| Equipe 1          | Total | Equipe 2          | 1.º jogo | 2.º jogo |
| ----------------- | ----- | ----------------- | -------- | -------- |
| Wolfsberger       | 1–8   | Tottenham         | 1–4      | 0–4      |
| Dínamo de Kiev    | 2–1   | Brugge            | 1–1      | 1–0      |
| Real Sociedad     | 0–4   | Manchester United | 0–4      | 0–0      |
| Benfica           | 3–4   | Arsenal           | 1–1      | 2–3      |
| Estrela Vermelha  | 3–3   | Milan             | 2–2      | 1–1      |
| Antwerp           | 5–9   | Rangers           | 3–4      | 2–5      |
| Slavia Praha      | 2–0   | Leicester         | 0–0      | 2–0      |
| Red Bull Salzburg | 1–4   | Villarreal        | 0–2      | 1–2      |
| Braga             | 1–5   | Roma              | 0–2      | 1–3      |
| Krasnodar         | 2–4   | Dínamo Zagreb     | 2–3      | 0–1      |
| Young Boys        | 6–3   | Bayer Leverkusen  | 4–3      | 2–0      |
| Molde             | 5–3   | Hoffenheim        | 3–3      | 2–0      |
| Granada           | 3–2   | Napoli            | 2–0      | 1–2      |
| Maccabi Tel Aviv  | 0–3   | Shakhtar Donetsk  | 0–2      | 0–1      |
| Lille             | 2–4   | Ajax              | 1–2      | 1–2      |
| Olympiacos        | 5–4   | PSV Eindhoven     | 4–2      | 1–2      |

### Oitavas de final
O sorteio foi realizado no dia 26 de fevereiro de 2021. As partidas de ida serão disputadas no dia 11 de março e as partidas de volta no dia 18 de março de 2021.
| Equipe 1          | Total | Equipe 2         | 1.º jogo | 2.º jogo  |
| ----------------- | ----- | ---------------- | -------- | --------- |
| Ajax              | 5–0   | Young Boys       | 3–0      | 2–0       |
| Dínamo de Kiev    | 0–4   | Villarreal       | 0–2      | 0–2       |
| Roma              | 5–1   | Shakhtar Donetsk | 3–0      | 2–1       |
| Olympiacos        | 2–3   | Arsenal          | 1–3      | 1–0       |
| Tottenham         | 2–3   | Dínamo Zagreb    | 2–0      | 0–3 (pro) |
| Manchester United | 2–1   | Milan            | 1–1      | 1–0       |
| Slavia Praha      | 3–1   | Rangers          | 1–1      | 2–0       |
| Granada           | 3–2   | Molde            | 2–0      | 1–2       |

### Quartas de final
O sorteio das quartas de final foi realizado no dia 19 de março de 2021. As partidas de ida serão disputadas no dia 8 de abril e as partidas de volta seriam disputadas no dia 15 de abril de 2021.
| Equipe 1      | Total | Equipe 2          | 1.º jogo | 2.º jogo |
| ------------- | ----- | ----------------- | -------- | -------- |
| Granada       | 0–4   | Manchester United | 0–2      | 0–2      |
| Arsenal       | 5–1   | Slavia Praha      | 1–1      | 4−0      |
| Ajax          | 2–3   | Roma              | 1–2      | 1–1      |
| Dínamo Zagreb | 1–3   | Villarreal        | 0–1      | 1−2      |

### Semifinais
O sorteio das semifinais foi realizado no dia 19 de março de 2021, junto com o sorteio das quartas de final. As partidas de ida serão disputadas no dia 29 de abril e as partidas de volta seriam disputadas no dia 6 de maio de 2021.
| Equipe 1          | Total | Equipe 2 | 1.º jogo | 2.º jogo |
| ----------------- | ----- | -------- | -------- | -------- |
| Manchester United | 8–5   | Roma     | 6–2      | 2–3      |
| Villarreal        | 2–1   | Arsenal  | 2–1      | 0–0      |

### Final
A equipe "mandante" (por fins administrativos) foi determinado por um sorteio adicional após os sorteio da semifinal.
| 26 de maio de 2021 | Villarreal | 1 – 1     | Manchester United | Stadion Energa Gdańsk, Gdańsk, Polônia     |
| 21:00 (UTC+2)      | Gerard 29' | Relatório | Cavani 55'        | Público: 9,412 Árbitro: FRA Clément Turpin |

|                                                                                |       | Penalidades                                                                    |  |
| Gerard Raba Alcácer Moreno Parejo Gómez Albiol Coquelin Mario Pau Torres Rulli | 11–10 | Mata Telles Fernandes Rashford Cavani Fred James Shaw Tuanzebe Lindelöf De Gea |  |

## Estatísticas
Gols e assistências contabilizados a partir da fase de grupos, excluindo as fases de qualificação.
 Atualizado em 6 de maio de 2021
| Pos. | Jogador         | Equipe     | Gols | Tempo Jogado |
| ---- | --------------- | ---------- | ---- | ------------ |
| 1    | Pizzi           | Benfica    | 7    | 385'         |
| 1    | Yusuf Yazıcı    | Lille      | 7    | 625'         |
| 1    | Borja Mayoral   | Roma       | 7    | 659'         |
| 4    | Mu'nas Dabbur   | Hoffenheim | 6    | 468'         |
| 4    | Paco Alcácer    | Villarreal | 6    | 476'         |
| 4    | Carlos Vinícius | Tottenham  | 6    | 499'         |
| 4    | Džeko           | Roma       | 6    | 566'         |
| 4    | Gerard Moreno   | Villarreal | 6    | 759'         |
| 4    | Nicolas Pépé    | Arsenal    | 6    | 903'         |
| 4    | Mislav Oršić    | Hoffenheim | 6    | 976'         |

| Pos. | Jogador         | Equipe            | Assis. | Tempo Jogado |
| ---- | --------------- | ----------------- | ------ | ------------ |
| 1    | Galeno          | Braga             | 5      | 571'         |
| 1    | Gerard Moreno   | Villarreal        | 5      | 759'         |
| 1    | Chukwueze       | Villarreal        | 5      | 772'         |
| 4    | Joe Willock     | Newcastle         | 4      | 344'         |
| 4    | Bruno Fernandes | Manchester United | 4      | 628'         |
| 4    | Lior Refaelov   | Antwerp           | 4      | 636'         |
| 4    | Alfredo Morelos | Rangers           | 4      | 717'         |
| 4    | Magnus Eikrem   | Molde             | 4      | 816'         |
| 4    | Nicolas Pépé    | Arsenal           | 4      | 903'         |
| 4    | Lovro Majer     | Dínamo Zagreb     | 4      | 909'         |

### Hat-tricks
| Jogador        | Para          | Contra       | Resultado | Data                  | Ref.   |
| -------------- | ------------- | ------------ | --------- | --------------------- | ------ |
| Darwin Núñez   | Benfica       | Lech Poznań  | 4–2       | 22 de outubro de 2020 | [ 44 ] |
| Yusuf Yazıcı   | Lille         | Sparta Praga | 4–1       | 22 de outubro de 2020 | [ 45 ] |
| Elvis Manu     | Ludogorets    | LASK         | 3–4       | 29 de outubro de 2020 | [ 46 ] |
| Michael Liendl | Wolfsberger   | Feyenoord    | 4–1       | 29 de outubro de 2020 | [ 47 ] |
| Yusuf Yazıcı   | Lille         | Milan        | 3–0       | 5 de novembro de 2020 | [ 48 ] |
| Lukáš Juliš    | Sparta Praga  | Celtic       | 4–1       | 5 de novembro de 2020 | [ 49 ] |
| Mislav Oršić   | Dínamo Zagreb | Tottenham    | 3–0       | 18 de março de 2021   | [ 50 ] |